# ريان بايلي
ريان بايلي (بالإنجليزية: Ryan Bayley) مواليد 9 مارس 1982 في برث، أستراليا الغربية، هو دراج أسترالي في صنف سباق الدراجات على المضمار. شارك في دورة الألعاب الأولمبية الصيفية وفاز بميدالية أولمبية.

## الميداليات
| الميدالية | المسابقة                               |
| --------- | -------------------------------------- |
| ذهبية     | سباق الدرجات الهوائية في أولمبياد 2004 |
| ذهبية     | سباق الدرجات الهوائية في أولمبياد 2004 |
| ذهبية     | دورة ألعاب الكومنولث 2002              |
| ذهبية     | دورة ألعاب الكومنولث 2002              |
| ذهبية     | دورة ألعاب الكومنولث 2006              |
| ذهبية     | دورة ألعاب الكومنولث 2006              |

## روابط خارجية
- ريان بايلي على موقع الاتحاد الدولي للدراجات (الإنجليزية)
- ريان بايلي على موقع أرشيف الدراجات (الإنجليزية)
- ريان بايلي على موقع CycleBase (الإنجليزية)
- ريان بايلي على موقع أوليمبيديا (الإنجليزية)
- ريان بايلي على موقع اللجنة الأولمبية الأسترالية (الإنجليزية)
- ريان بايلي على موقع اتحاد ألعاب الكومنولث (مؤرشف) (الإنجليزية)
- ريان بايلي على موقع دورة ألعاب الكومنولث 2006 (مؤرشف) (الإنجليزية)
- ريان بايلي على موقع قاعة أستراليا للمشاهير الرياضية (الإنجليزية)